# Myrosinase

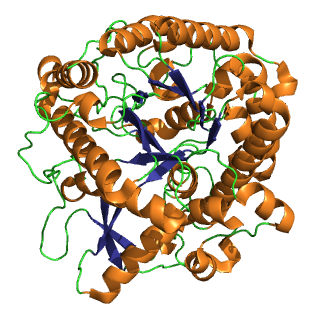
Myrosinase van witte mosterd

Myrosinase of thioglucoside glucohydrolase is een familie van enzymen die betrokken zijn bij de verdediging van (met name kruisbloemige) planten tegen vraat door herbivoren. De structuur van deze enzymen is opgehelderd.
Myrosinase wordt beschouwd als een verdedigingsenzym en hydrolyseert glucosinolaten tot verschillende producten, waarvan sommige giftig zijn.
Met behulp van water splitst myrosinase de glucosegroep af van een glucosinolaat. Het resterende molecuul gaat dan snel over in een thiocyanaat, een isothiocyanaat of een nitril; dit zijn de actieve stoffen bij de verdediging van de plant.
Het glucosinolaat-myrosinase verdedigingssysteem is op een unieke wijze in de plant verpakt. De  myrosinase enzymen, die de hydrolyse van glucosinolaatmoleculen katalyseren, zijn grotendeels opgeslagen in de myrosinekorrels van myrosinecellen, maar kunnen ook in eiwitlichamen/ vacuolen voorkomen en binden zich als cytosolische enzymen aan de membranen. Wanneer de twee stoffen bij beschadiging van de plant vrij komen begint de myrosinase hydrolyse van aanwezige glucosinolaten.